# Nemuri Neko

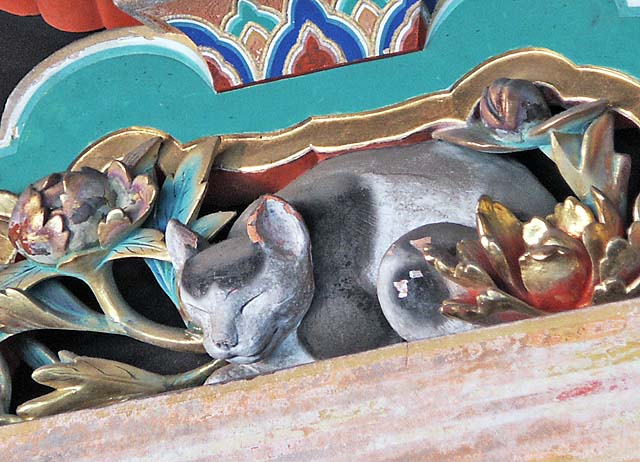
Nemuri Neko in Toshogu te Nikko

Nemuri Neko (Japans: 眠り猫) is de naam van de slapende kat in het Toshogu heiligdom in Nikko, Japan, het mausoleum van Ieyasu Tokugawa.
De betekenis van dit meesterwerk uit de Edoperiode van de hand van Hidari Jingoro is niet duidelijk. Zelden komen katten voor in versieringen van tempels en schrijnen in Japan. In Toshogu gebeurde dat voor het eerst.
Algemeen wordt aangenomen dat de kunstenaar met de afbeelding van de kat iets wilde zeggen als: "Hier komt niemand voorbij, niets onzuivers of bezoedeld, zelfs geen muis..."
Ook kan dit beeldje verwijzen naar een woordspeling in het Japans. De kat ligt namelijk te slapen in de zon, tussen de pioenen. Zonneschijn is nikko in het Japans.